# Tresibaba
Le mont Tresibaba (en serbe cyrillique : Тресибаба) est une montagne du sud-est de la Serbie. Il culmine à une altitude de 787 m et se trouve dans la partie la plus occidentale de la chaîne du Grand Balkan.

## Géographie
Le mont Tresibaba est situé au sud de Knjaževac et au nord de Svrljig. Il est entouré et délimité par le Svrljiški Timok au nord et à l'ouest, par le Trgoviški Timok au nord et au nord-est, le mont Zaglavak à l'est et par l'ensemble montagneux des Svrljiške planine au sud.